# ATP Praga 1998 - Qualificazioni singolare
Le qualificazioni del singolare  dell'ATP Praga 1998 sono state un torneo di tennis preliminare per accedere alla fase finale della manifestazione. I vincitori dell'ultimo turno sono entrati di diritto nel tabellone principale. In caso di ritiro di uno o più giocatori aventi diritto a questi sono subentrati i lucky loser, ossia i giocatori che hanno perso nell'ultimo turno ma che avevano una classifica più alta rispetto agli altri partecipanti che avevano comunque perso nel turno finale.
Le qualificazioni del torneo ATP Praga 1998 prevedevano 32 partecipanti di cui 4 sono entrati nel tabellone principale.

## Teste di serie
1. Marat Safin (ultimo turno)
2. Tuomas Ketola (ultimo turno)
3. Marcos Ondruska (primo turno)
4. Salvador Navarro-Gutierrez (ultimo turno)

1. Oleg Ogorodov (primo turno)
2. Renzo Furlan (Qualificato)
3. Joaquín Muñoz Hernández (primo turno)
4. Ján Krošlák (primo turno)

## Qualificati
1. Gilbert Schaller
2. Tapio Nurminen

1. Andrej Čerkasov
2. Renzo Furlan

## Tabellone

### Legenda
| - Q = Qualificato - WC = Wild card - LL = Lucky loser | - ALT = Alternate - SE = Special Exempt - PR = Protected Ranking | - w/o = Walkover - r = Ritirato - d = Squalificato |

### Sezione 1
|  | Primo turno            | Primo turno             | Primo turno             | Primo turno | Primo turno |  |  | Secondo turno    | Secondo turno    | Secondo turno | Secondo turno    | Secondo turno    |   |   | Ultimo turno | Ultimo turno | Ultimo turno | Ultimo turno | Ultimo turno |  |
|  |                        |                         |                         |             |             |  |  |                  |                  |               |                  |                  |   |   |              |              |              |              |              |  |
|  | 1                      | Marat Safin             | 2                       | 6           | 7           |  |  |                  |                  |               |                  |                  |   |   |              |              |              |              |              |  |
|  |                        | Ota Fukárek             | 6                       | 3           | 6           |  |  | 1                | Marat Safin      | 4             | 7                | 6                |   |   |              |              |              |              |              |  |
|  | Francisco Costa        | Francisco Costa         | Francisco Costa         | 6           | 6           |  |  |                  | Francisco Costa  | 6             | 5                | 4                |   |   |              |              |              |              |              |  |
|  | Jiří Vaněk             | Jiří Vaněk              | Jiří Vaněk              | 1           | 4           |  |  |                  |                  |               |                  |                  |   |   | 1            | Marat Safin  | Marat Safin  | 1            | 3            |  |
|  | Gérard Solvès          | Gérard Solvès           | Gérard Solvès           | 6           | 6           |  |  |                  |                  |               | Gilbert Schaller | Gilbert Schaller | 6 | 6 |              |              |              |              |              |  |
|  | Jean-François Bachelot | Jean-François Bachelot  | Jean-François Bachelot  | 2           | 4           |  |  | Gérard Solvès    | Gérard Solvès    | 6             | 5                | 2                |   |   |              |              |              |              |              |  |
|  |                        | Gilbert Schaller        | Gilbert Schaller        | 6           | 6           |  |  | Gilbert Schaller | Gilbert Schaller | 2             | 7                | 6                |   |   |              |              |              |              |              |  |
|  | 7                      | Joaquín Muñoz Hernández | Joaquín Muñoz Hernández | 4           | 4           |  |  |                  |                  |               |                  |                  |   |   |              |              |              |              |              |  |

### Sezione 2
|  | Primo turno    | Primo turno    | Primo turno    | Primo turno | Primo turno |  |  | Secondo turno  | Secondo turno  | Secondo turno | Secondo turno  | Secondo turno  |   |   | Ultimo turno | Ultimo turno  | Ultimo turno  | Ultimo turno | Ultimo turno |  |
|  |                |                |                |             |             |  |  |                |                |               |                |                |   |   |              |               |               |              |              |  |
|  | 2              | Tuomas Ketola  | Tuomas Ketola  | 7           | 6           |  |  |                |                |               |                |                |   |   |              |               |               |              |              |  |
|  |                | Wayne Arthurs  | Wayne Arthurs  | 5           | 4           |  |  | 2              | Tuomas Ketola  | Tuomas Ketola | 6              | 6              |   |   |              |               |               |              |              |  |
|  | Thomas Larsen  | Thomas Larsen  | Thomas Larsen  | 6           | 7           |  |  |                | Thomas Larsen  | Thomas Larsen | 3              | 1              |   |   |              |               |               |              |              |  |
|  | David Škoch    | David Škoch    | David Škoch    | 2           | 5           |  |  |                |                |               |                |                |   |   | 2            | Tuomas Ketola | Tuomas Ketola | 3            | 6            |  |
|  | Tapio Nurminen | Tapio Nurminen | Tapio Nurminen | 6           | 6           |  |  |                |                |               | Tapio Nurminen | Tapio Nurminen | 6 | 7 |              |               |               |              |              |  |
|  | Nicklas Kulti  | Nicklas Kulti  | Nicklas Kulti  | 0           | 1           |  |  | Tapio Nurminen | Tapio Nurminen | 3             | 6              | 6              |   |   |              |               |               |              |              |  |
|  |                | Tommi Lenho    | Tommi Lenho    | 7           | 6           |  |  | Tommi Lenho    | Tommi Lenho    | 6             | 4              | 2              |   |   |              |               |               |              |              |  |
|  | 8              | Ján Krošlák    | Ján Krošlák    | 6           | 1           |  |  |                |                |               |                |                |   |   |              |               |               |              |              |  |

### Sezione 3
|  | Primo turno           | Primo turno           | Primo turno           | Primo turno | Primo turno |  |  | Secondo turno         | Secondo turno         | Secondo turno    | Secondo turno   | Secondo turno |   |   | Ultimo turno     | Ultimo turno     | Ultimo turno | Ultimo turno | Ultimo turno |  |
|  |                       |                       |                       |             |             |  |  |                       |                       |                  |                 |               |   |   |                  |                  |              |              |              |  |
|  |                       | Robin Vik             | Robin Vik             | 6           | 6           |  |  |                       |                       |                  |                 |               |   |   |                  |                  |              |              |              |  |
|  | 3                     | Marcos Ondruska       | Marcos Ondruska       | 2           | 3           |  |  | Robin Vik             | Robin Vik             | Robin Vik        | 5               | 4             |   |   |                  |                  |              |              |              |  |
|  | Wolfgang Schranz      | Wolfgang Schranz      | Wolfgang Schranz      | 6           | 6           |  |  | Wolfgang Schranz      | Wolfgang Schranz      | Wolfgang Schranz | 7               | 6             |   |   |                  |                  |              |              |              |  |
|  | Ladislav Chramosta    | Ladislav Chramosta    | Ladislav Chramosta    | 0           | 0           |  |  |                       |                       |                  |                 |               |   |   | Wolfgang Schranz | Wolfgang Schranz | 6            | 4            | 5            |  |
|  | Jean-Baptiste Perlant | Jean-Baptiste Perlant | Jean-Baptiste Perlant | 6           | 6           |  |  |                       |                       | Andrej Čerkasov  | Andrej Čerkasov | 4             | 6 | 7 |                  |                  |              |              |              |  |
|  | Petr Luxa             | Petr Luxa             | Petr Luxa             | 4           | 4           |  |  | Jean-Baptiste Perlant | Jean-Baptiste Perlant | 6                | 4               | 2             |   |   |                  |                  |              |              |              |  |
|  |                       | Andrej Čerkasov       | 6                     | 4           | 6           |  |  | Andrej Čerkasov       | Andrej Čerkasov       | 3                | 6               | 6             |   |   |                  |                  |              |              |              |  |
|  | 5                     | Oleg Ogorodov         | 4                     | 6           | 3           |  |  |                       |                       |                  |                 |               |   |   |                  |                  |              |              |              |  |

### Sezione 4
|  | Primo turno         | Primo turno                | Primo turno                | Primo turno | Primo turno |  |  | Secondo turno | Secondo turno              | Secondo turno              | Secondo turno | Secondo turno |   |   | Ultimo turno | Ultimo turno               | Ultimo turno               | Ultimo turno | Ultimo turno |  |
|  |                     |                            |                            |             |             |  |  |               |                            |                            |               |               |   |   |              |                            |                            |              |              |  |
|  | 4                   | Salvador Navarro-Gutierrez | Salvador Navarro-Gutierrez | 6           | 6           |  |  |               |                            |                            |               |               |   |   |              |                            |                            |              |              |  |
|  |                     | David Sánchez              | David Sánchez              | 1           | 1           |  |  | 4             | Salvador Navarro-Gutierrez | Salvador Navarro-Gutierrez | 6             | 6             |   |   |              |                            |                            |              |              |  |
|  | Radek Štěpánek      | Radek Štěpánek             | 2                          | 6           | 6           |  |  |               | Radek Štěpánek             | Radek Štěpánek             | 3             | 2             |   |   |              |                            |                            |              |              |  |
|  | Frederik Fetterlein | Frederik Fetterlein        | 6                          | 3           | 2           |  |  |               |                            |                            |               |               |   |   | 4            | Salvador Navarro-Gutierrez | Salvador Navarro-Gutierrez | 2            | 4            |  |
|  | Oscar Serrano-Gamez | Oscar Serrano-Gamez        | 6                          | 4           | 6           |  |  |               |                            | 6                          | Renzo Furlan  | Renzo Furlan  | 6 | 6 |              |                            |                            |              |              |  |
|  | Peter Wessels       | Peter Wessels              | 2                          | 6           | 4           |  |  |               | Oscar Serrano-Gamez        | Oscar Serrano-Gamez        | 6             | 2             |   |   |              |                            |                            |              |              |  |
|  | 6                   | Renzo Furlan               | Renzo Furlan               | 6           | 6           |  |  | 6             | Renzo Furlan               | Renzo Furlan               | 7             | 6             |   |   |              |                            |                            |              |              |  |
|  |                     | Jaroslav Levinský          | Jaroslav Levinský          | 2           | 1           |  |  |               |                            |                            |               |               |   |   |              |                            |                            |              |              |  |